# L'Homme démoli
 (septembre 2017).
Si vous disposez d'ouvrages ou d'articles de référence ou si vous connaissez des sites web de qualité traitant du thème abordé ici, merci de compléter l'article en donnant les références utiles à sa vérifiabilité et en les liant à la section « Notes et références ».
L'Homme démoli (titre original : The Demolished Man) est un roman de science-fiction de l'auteur américain Alfred Bester. Il a été publié en feuilleton de trois parties dans Galaxy Science Fiction des mois de janvier à mars 1952 puis a été publié sous forme de roman en 1953 par Gnome Press (en).

## Résumé
New York, XXIVe siècle. La nuit, Ben Reich, richissime homme d'affaires à la tête de la société multinationale « Monarch Utilities and Ressources Inc.», fait d'épouvantables cauchemars dans lesquels il est hanté par un « Homme Sans Visage » qui le terrorise. Le jour, il cherche désespérément un moyen de mettre un terme aux pertes financières de son entreprise dues à son concurrent direct, Cray D'Courtney. Dans un monde qui ne connaît plus d'assassinats depuis 79 ans grâce à l'usage de la télépathie, Ben Reich imagine le crime parfait que même les télépathes employés dans la police ne pourront empêcher. Une fois l'irréparable commis, sa vie ne sera plus qu'une course effrénée pour échapper aux pièges tendus par le préfet de police Lincoln Powell.

## L'univers futuriste d'Alfred Bester
Dans l'univers décrit par Alfred Bester, les éléments de science-fiction jouent en quelque sorte un rôle de décorum et ne sont pas réellement développés. Son point fort réside dans le développement cohérent et inventif d'une guilde très structurée de télépathes, appelés « extrapers ».
Mars, Terra (la Terre), le Pays de l'Espace, Vénus, Ganymède, Jupiter, sont accessibles par fusées privées ou astronefs publics, les transports urbains se font par « bondisseurs », les ascenseurs sont « pneumatiques », les armes à feu n'existent plus, mais ont été remplacées par des « brouilleurs de neurones », les gens communiquent par visiphones, la monnaie courante s'appelle le « crédit », tandis que la pègre et les tripots utilisent des « souverains ». New York, malgré ses 17 millions d'habitants, ne connaît plus le crime, grâce aux extrapers qui ressentent les pulsions meurtrières dans les esprits les plus torturés et peuvent empêcher les crimes avant qu'ils ne soient commis.
L'univers vaguement futuriste de « L'homme démoli » ne manque pas non plus d'humour. Les psychochansons, utilisées dans la publicité, utilisent des rythmes et des messages subliminaux pour influencer les achats de leurs auditeurs, les vêtements de soirée ont des ouvertures ultraviolettes multiples qui permettent d'apercevoir certaines parties du corps, la cryptographie d'affaires est codée sur seulement 4 caractères alphabétiques, les terminaux téléphoniques sont délicieusement désuets avec leurs trous et leurs fiches à l'ancienne, le juge-ordinateur mange des cartes perforées au goût passablement suranné, le journal L'Heure est le seul quotidien au monde à sortir 24 éditions par jour, il existe un marché noir de l'eau sur Vénus, des robots rejouent des scènes religieuses pour les touristes dans l'église du Vallon, etc.

## Les personnages principaux
Classement alphabétique par nom de famille :
- Maria Beaumont, femme mondaine et riche, amante de Ben Reich, coutumière de soirées thématiques à connotations érotiques. Elle est également appelée le « cadavre doré », car de nombreuses parties de son corps ont été chirurgicalement refaites dans une couleur dorée
- Jackson Beck, policier, extraper no 2, adjoint de Lincoln Powell
- Galen Chervil, fils de l'architecte Wally Chervil, extraper no 2, intrus à la soirée de Maria Beaumont pour y voler un tableau
- Jerry Church, brocanteur et prêteur sur gages, ancien complice de Ben Reich, exclu de la guilde par Lincoln Powell pour usage illégal de ses facultés télépathiques
- Barbara D'Courtney, 25 ans, fille de Cray D'Courtney, belle jeune femme aux longs cheveux brun, témoin oculaire du meurtre de son père, en état de choc post-traumatique
- Cray D'Courtney, concurrent et victime de Ben Reich, atteint d'un cancer de la gorge, à la tête du Carel D'Courtney
- Crabbe, directeur des services de la police, supérieur hiérarchique de Lincoln Powell, ami de Ben Reich, personnage ambitieux
- Chooka Frood, habite dans le Bastion Ouest, dirige la « Maison de l'Arc-en-ciel », voyante extra-lucide qui emploie Barbara D'Courtney
- Wilson Jordan, physiologiste spécialiste des yeux, scientifique qui travaille pour Ben Reich
- Mary Noyes, amie de Lincoln Powell, amoureuse, mais régulièrement éconduite par le policier
- Lincoln Powell, la quarantaine, préfet de police, chef de la division des psychoses, homme perspicace et droit, plein d'humour, membre influent du bureau de la guilde, docteur en philosophie, extraper no 1
- Jo Quatermaine, extraper no 2, avocat de Ben Reich
- Keno Quizzard, homme de main aveugle de Ben Reich, croupier dans un casino
- Ben Reich, 40 ans, propriétaire de la société multinationale « Monarch », paranoïaque, sanguin et colérique, adepte de la théorie ABC (Audacieux, Brave, Confiant), meurtrier de Cray D'Courtney
- Augustus Tate, psychanalyste extraper de première classe avide de pouvoir, complice de Ben Reich
- T'Sung H'saï, président de la guilde des extrapers, mandarin au crâne rasé
- Duffy Wyg &, compositrice de psychochansons censées influencer les gens qui les entendent

## Une intrigue policière
« L'homme démoli » est tout autant un roman policier qu'un ouvrage de science-fiction. Toute l'intrigue a pour axe principal les meurtres commis par Ben Reich et l'enquête menée par Lincoln Powell. Les chapitres 1 à 6 du roman décrivent l'environnement social du roman et la préparation du crime, les chapitres 7 à 12 décrivent la poursuite du meurtrier, les chapitres 13 à 17 concluent l'enquête.

### Les méthodes de la police
Dans ce monde urbain qui ne connaît plus de meurtres depuis 79 ans, la mort violente de Cray D'Courtney est une surprise, surtout pour les officiers de police. Le prefet Lincoln Powell mène l'enquête et devra présenter des preuves tangibles pour étayer sa théorie devant le « Procureur Cybernétique Multiplex », dit « Multi », un juge-ordinateur qui mange des données sous forme de cartes perforées. En effet, si les télépathes sont les éléments les plus précieux des forces de police, un sondage télépathique n'a aucune valeur juridique devant un tribunal et ne peut donc pas être invoqué en tant que preuve à charge. Par ailleurs, un suspect peut légalement refuser d'être sondé par un policier. L'enquête doit apporter des réponses concrètes, étayées par des faits, aux trois questions du juge cybernétique : motif-méthode-occasion. L'ordinateur ne se nourrit que de fait et de preuves inattaquables. La police utilise des agents humains, des agents télépathes et des robots-limiers qui sont affectées aux filatures. Les reconstitutions criminelles se font à l'aide de maquettes 3D où évoluent de petits androïdes programmés pour rejouer la scène du crime sur base des hypothèses de la police.

### La démolition
La peine capitale n'existe plus dans ce XXIVe siècle, c'est à la « démolition » que sont soumis les criminels. Après avoir été amenés à l'Hôpital Kingston, les criminels reçoivent des injections osmotiques qui se diffusent dans leurs synapses corticales. Peu à peu, le réseau neuronal est oblitéré et désintégré. Mais au cours de cette dégénérescence de la personnalité, le patient reste conscient et assiste impuissant à sa régression cérébrale. La « démolition » n'est cependant pas une condamnation à mort, puisque les patients subissent quelques mois ou années plus tard un traitement appelé « Renaissance ».

## Les télépathes
La communauté des télépathes est le thème SF du roman le plus important et le mieux développé. Les télépathes sont en réalité appelés « extrapers », pour « Experts à Perception Extra-sensorielle », leur désignation officielle, ou encore « sondeurs ». Les Extrapers se répartissent en trois classes, selon le niveau décroissant de leurs facultés télépathiques :
- Extrapers de niveau 1 : ils sont un peu moins de 1 000 et sont capables de sonder les profondeurs de l'inconscient. Ils occupent des places de choix comme psychanalystes, criminologues, analystes politiques, conseillers de cabinet, etc.
- Extrapers de niveau 2 : ils sont au nombre de 10 000 et peuvent atteindre le niveau préconscient de l'esprit. Ils se retrouvent fréquemment dans les professions libérales, comme médecins, avocats, ingénieurs, éducateurs, économistes, etc.
- Extrapers de niveau 3 : ils sont au nombre de 100 000 et savent sonder le niveau conscient d'un esprit.

Les Extrapers procèdent à des sondages de l'esprit, allant du préconscient au subconscient, ce qui conduit Alfred Bester à exploiter toutes les ressources psychologiques développées par Sigmund Freud en psychanalyse. Il fait explorer par ses personnages différentes formes de névroses et de psychoses et manipule les notions d'association libre, de subconscient et de surmoi, de pulsion de mort et d'instinct de vie pour les besoins de sa narration. Quelle qu'en soit la profondeur, le sondage d'un esprit requiert le consentement total de la personne sondée. Les extrapers peuvent bien sûr bloquer un sondage indésirable par un barrage mental qui peut être plus ou moins complet. Les méthodes psychanalytiques associées aux facultés télépathiques ont permis de mettre en place une nouvelle méthode dite du « Déjà Éprouvé », qui permet de remettre une personnalité à zéro et de lui faire franchir à nouveau, sans traumatisme, toutes les étapes de sa vie. Les extrapers les plus expérimentés, les premières classes, peuvent assommer quelqu'un par neuro-choc télépathique.
Les communications télépathiques sont astucieusement rendues typographiquement, utilisant les ressources de mises en pages complexes et distinguées des dialogues oraux par un style « italic ».

### La guilde des télépathes
Les Extrapers forment une communauté spécifique dirigée par une Guilde. Lincoln Powell, le préfet de police, dit de la Guilde : « Nous naissons au sein de la guilde. Nous vivons au sein de la guilde. Nous mourons au sein de la guilde. La guilde contrôle notre vie professionnelle. Elle nous forme, nous conduit, nous donne des étalons de morale et veille à ce que nous les observions. Elle nous protège en protégeant le profane, exactement comme le font les associations de médecins. Nous avons le serment des extrapers, tout comme ils ont le serment d'Hippocrate.» La guilde est une puissante corporation qui règle tout ou partie de la vie des extrapers, leur impose une conduite morale afin d'assurer un bon usage de leurs facultés télépathiques, prélève 95 % de leurs revenus pour financer l'éducation des plus jeunes et les oblige à se marier entre télépathes. Conformément à leur serment, les extrapers ne sont par exemple pas autorisés à s'adonner aux jeux de hasard ou à spéculer en bourse. La guilde pense que tout être possède en lui des facultés télépathiques inexploitées qui doivent être éduquées et entraînées, d'où son programme d'éducation et de dépistage des extrapers qui s'ignorent.

### La ligue des patriotes extrapers
Certains Extrapers ne supportent plus les visées morales et les contraintes financières imposées par la guilde. C'est la raison pour laquelle quelques dissidents ont créé la « Ligue des patriotes extrapers » afin d'affirmer leurs droits à la différence. Les membres de la ligue se considèrent comme l'avenir de l'Homo sapiens et revendiquent les avantages d'une certaine aristocratie. Ils sont contre les efforts d'éducation des facultés télépathiques que propose la guilde aux êtres normaux, car ils ne souhaitent pas partager leur don. La ligue est en grande partie financée par Ben Reich qui, parallèlement, organise des campagnes anti-extrapers en insinuant le doute dans l'esprit de la population.

### La cathexis de masse
La « cathexis de masse » est une méthode qui permet à un extraper de première classe de canaliser le flux de toutes les énergies télépathiques latentes des membres de la guilde. S'il réussit à contrôler cette énergie, l'extraper peut l'utiliser pour par exemple créer un monde différent de celui existant dans l'esprit d'une personne ciblée.

## Thèmes secondaires
C'est avec une certaine insistance que la notion de jeu apparaît, explicitement et implicitement, tout au long du récit. Peut-être est-il utile de rappeler que le mot « game » en anglais signifie « jeu » et « gibier ».
- Ben Reich prépare son premier crime à l'occasion du « jeu de la sardine » lors d'une réception mondaine
- pour son enquête, Lincoln Powell met les suspects dans la situation d'un jeu de rôles intitulé : « On a tué Cray D'Courtney !»
- Ben Reich et Lincoln Powell jouent informellement au jeu du chat et de la souris, dans une sorte de course-poursuite interplanétaire
- Ben Reich rêvera avoir perdu au « Grand jeu cosmique »
- le service des distractions de Ben Reich, où les gens peuvent jouer au casino, est également le service des renseignements de son entreprise
- Ben Reich dit à Lincoln Powell : « Nous ne jouons pas à un jeu d'enfants, vous et moi. Seuls les lâches et les faibles s'abritent derrière les règles du fair play . »

Le regard, les yeux, le voyeurisme occupent également une place de choix dans l'univers du roman :
- un physiologiste de Ben Reich invente une arme qui atteint la rhodopsine des yeux
- le premier crime de Ben Reich se fait en présence d'un témoin oculaire inattendu
- les vêtements des invités de Maria Beaumont ont des ouvertures pour laisser voir certaines parties de leur anatomie
- les communications se font par visiophone
- l'homme de main de Ben Reich, le croupier Kena Quizzard, est aveugle
- Keno Quizzard utilise sa femme pour qu'elle soit ses yeux
- Ben Reich, caché dans des salles réservées au voyeurisme érotique, observe Lincoln Powell et Barbara D'Courtney
- Lincoln Powell assiste comme témoin oculaire aux tentatives de meurtre de Ben Reich sur l'un de ses collaborateurs derrière un mur protecteur dans une réserve animalière
- dans ses rêves, Ben Reich est paradoxalement « observé » par l'Homme Sans Visage

## Commentaire
La psychologie des personnages du roman d'Alfred Bester peut sembler assez caricaturale, surtout en ce qui concerne les deux protagonistes principaux, Ben Reich et Lincoln Powell. C'est avec un certain manichéisme que l'auteur attribue au premier les vices les plus meurtriers, tandis qu'il prête au second toutes les qualités de la droiture morale.
Dans ce monde dénué de criminalité, où le meurtre parfait relève de l'exploit, on ne condamne pas les criminels à la peine capitale, on essaie de les mettre au service de la société après reconditionnement cérébral. Alfred Bester fait des criminels des êtres d'exception dont la société à besoin, après reconditionnement. L'auteur fait dire à l'un des policiers de la démolition : « Si un homme a assez de talent et de cran pour s'attaquer à la société, il est, de toute évidence, au-dessus du commun des mortels. » Cette vision du futur a ainsi modifié le statut du grand criminel, le faisant passer de "danger pour la société" à "être d'exception à utiliser au bénéfice de la société".
L'intervention de Lincoln Powell contre Ben Reich semble avoir symboliquement une portée plus grande que le simple fait de vouloir arrêter un criminel en fuite. Dans le personnage de Ben Reich, richissime magnat industriel, en possession de moyens de communications prodigieux, pouvant acheter ou corrompre quasiment tout le monde, agitateur anti-télépathes, Lincoln Powell voit l'archétype du dangereux dictateur en puissance qui peut manipuler les foules et faire des télépathes une minorité décriée, voire haïe par la société. Par la fusion imminente de son empire financier avec celui du défunt D'Courtney qui lui donnera un pouvoir politique et financer exorbitant, il représente dans l'économie du roman une menace totalitaire pour l'équilibre social de l'univers décrit par Aldred Bester, une sorte de réplique romanesque d'un Adolf Hitler, encore tragiquement dans toutes les mémoires au moment de l'écriture du roman, dans les années 1950.

## Importance historique de l'œuvre
Le succès de l'œuvre est immédiat : Bester remporte le premier Prix Hugo lors de la convention Worldcon de 1953. Dans un contexte où le space opera domine la science-fiction en insistant sur les progrès de la science, Bester écrit un roman sur le devenir de l'homme et le développement de ses capacités. 
Si le thème avait déjà été abordé par A. E. van Vogt en 1940 dans son roman À la poursuite des Slans, avec l'idée d'une évolution génétique de l'Homme et les problèmes politiques qu'elle suscite, ce roman d'Alfred Bester reste l'une des fictions les plus abouties sur la télépathie et ses conséquences sur l'organisation de la société humaine.

## Postérité du roman
Philip K. Dick a certainement été marqué par L'Homme démoli quand il écrit Rapport minoritaire. Dans ce roman, la police se sert de pouvoirs de préscience pour arrêter les criminels avant le crime.
Ce livre étant un de ses préférés durant son enfance, Brian de Palma a souhaité l'adapter après avoir réalisé Carrie au bal du diable, dans la deuxième moitié des années 1970. Le budget d'un tel film étant trop élevé pour le jeune réalisateur qu'il était à l'époque, le film n'a jamais été tourné.
À la télévision, Joe Michael Straczynski s'est inspiré du roman pour sa série Babylon 5 : 
- il a baptisé « Alfred Bester » l'un des personnages secondaires récurrents, un agent du Corps Psi, l'institution chargée du contrôle des télépathes, dirigée par des télépathes
- la « démolition » devient dans Babylon 5 la peine capitale de la « perte de personnalité »
- le rôle des télépathes dans les enquêtes de police et les transactions commerciales
- le rôle régulateur, corporatiste et moral du « Corps Psi » qui correspond à celui de la « Guilde » dans le roman

Straczynski a, cependant, une autre idée du XXIIIe siècle : dans Babylon 5, les relations entre les « normaux » (mundanes) et les télépathes du Corps Psi sont davantage marquées par la méfiance et la peur que dans le roman de Bester, où ces sentiments ne concernent que le possible meurtrier Ben Reich.

## Prix littéraire
L'Homme démoli d'Alfred Bester reçut le tout premier prix Hugo du meilleur roman lors de la Convention de Philadelphie en 1953.

## Classique de la science-fiction
Ce roman est considéré comme un grand classique de la science-fiction dans les ouvrages de référence suivants :
- Jacques Sadoul, Anthologie de la littérature de science-fiction, Ramsay, 1981 ;
- Lorris Murail, Les Maîtres de la science-fiction, Bordas, coll. « Compacts », 1993 ;
- Stan Barets, Le science-fictionnaire, Denoël, coll. « Présence du futur », 1994;
- Francis Valery, Passeport pour les étoiles, Gallimard, coll. « Folio SF », 2000.

## Critiques spécialisées
Dans son Histoire de la science-fiction moderne, Jacques Sadoul déclare à propos de ce roman : « Roman très sophistiqué [...], mais mené avec un brio si extraordinaire encore jamais vu en science-fiction, qu'il constitue une œuvre inoubliable. ».

## Éditions
- The Demolished Man, Shasta Publishers (en), mars 1953
- L'Homme démoli, Denoël, coll. « Présence du futur », no 9, trad. Jacques Papy, août 1955 (rééditions en 1977, 1989, 1996)
- L'Homme démoli, suivi de Terminus, les étoiles, Denoël, coll. « Lunes d'encre », trad. Patrick Marcel, 2007
- L'Homme démoli, Gallimard, coll. « Folio SF » no 411, trad. Patrick Marcel, 2011